# Stazione di Cassola
Stazione di Cassola vasútállomás Olaszországban, Veneto régióban, Cassola településen.

## Vasútvonalak
Az állomást az alábbi vasútvonalak érintik:
- Trento–Velence-vasútvonal

## Kapcsolódó állomások
A vasútállomáshoz az alábbi állomások vannak a legközelebb: 
- Stazione di Bassano del Grappa (Stazione di Trento)
- Stazione di Castello di Godego (Stazione di Venezia Santa Lucia)